# Grevenmacher
Grevenmacher (luxemburgiska: Gréiwemaacher) är en kommun och stad i östra Luxemburg. Kommunen ligger i kantonen Grevenmacher, nära gränsen till Tyskland, vid floden Mosel. Den hade år 2017, 4 923 invånare. Vid U-17-EM i fotboll för pojkar 2006 spelades matcher här.
Från orten kommer fotbollsklubben CS Grevenmacher.